# Massimo Margiotta
Massimo Margiotta (Maracaibo, 27 de julho de 1977) é um ex-futebolista ítalo-venezuelano que atuava como atacante.

## Carreira
Nascido na Venezuela, Margiotta defendeu durante toda sua carreira clubes italianos. Iniciou aos dezessete anos no tradicional Pescara, onde permaneceu durante três temporadas, tendo anotado sete tentos em 42 partidas. Em seguida, assinaria com o Cosenza, onde teve um grande desempenho em sua única temporada, quando marcou dezenove vezes em 33 partidas, ajudando sua equipe a conseguir a classificação para à segunda divisão italiana.
Seu ótimo desempenho lhe rendeu uma transferência para o Lecce, onde manteria seu bom desempenho nos poucos meses que permaneceu, marcando sete vezes em 19 partidas. Tendo deixado o Lecce na metade da temporada, disputaria o restante dela pela Reggiana, tendo mantido sua boa temporada, com mais dez tentos em dezoito partidas. Sua temporada lhe rendeu uma nova transferência, desta vez para a Udinese.
Em suas duas temporadas marcaria apenas seis vezes em 36 partidas no campeonato. Porém, seria importante nas competições europeias, tendo marcado os dois tentos na vitória sobre o Bayer Leverkusen por 2 x 1, garantindo a classificação para a fase seguinte na extinta Copa da UEFA, onde acabaria sendo eliminada pelo Sparta Praga. Já na também extinta Copa Intertoto da UEFA, marcaria o último da Udinese na vitória por 4 x 2 sobre o Sigma Olomouc na segunda partida da final, garantido seu primeiro e único título europeu.
Por conta disso, se transferiu para o Vicenza, onde voltou a desempenhar boas partidas, com 36 gols em 82 partidas. Acabaria sendo emprestado durante alguns meses ao Perugia, retornando logo em seguida. Após mais uma temporada e meia na equipe, seria novamente emprestado, desta vez ao Piacenza, onde não teve um bom desempenho. Deixou o clube após o término do empréstimo, assinando com o Frosinone.
Sua passagem pelo Frosinone acabaria ficando marcado por seu envolvimento com apostas, em junho de 2007, tendo sido suspenso durante quatro meses, sendo obrigado a prestar serviços comunitários e pagar uma multa de dez mil euros. Permaneceu duas temporadas, onde, além de seu envolvimento em apostas, teve um desempenho apenas satisfatório. Ainda passaria mais duas temporadas no Vicenza antes de assinar com o pequeno Barletta. Deixous os gramados em 2011.

### Seleção(ões)
Tendo defendido durante toda sua carreira clubes italianos, El Gladiatore (como é conhecido) tentou defender a Seleção Italiana. Até conseguiu, porém jogou apenas as categorias de base. Primeiramente, no segundo após estrear profissionalmente, participou com a seleção sub-18 do Campeonato Europeu Sub-19 de 1995, na Grécia, onde terminou com o vice-campeonato, após derrota por 4 x 1 para a Espanha na final. Ao todo, defenderia a equipe em quatro partidas, anotando dois tentos.
Alguns anos depois, também defenderia em outras quatro oportunidades a seleção sub-21, marcando ainda um tento. Cinco anos após sua primeira participação num torneio oficial, disputaria novamente em 2000, quando esteve com os 22 convocados para a disputa dos Jogos Olímpicos. Participaria das quatro partidas da equipe na competição, incluindo a derrota nas quartas-de-final para a mesma Espanha de cinco anos antes por 1 x 0.
Nunca tendo sido convocado para a seleção principal, e sem perspectivas de defender, acabou aceitando defender seu país natal, a Venezuela. Logo após disputar apenas três partidas, seria convocado para defender a seleção na Copa América de 2004. Participaria das três partidas de sua equipe na competição, marcando seu único tento pela seleção na derrota por 3 x 1 para o Peru. Após o torneio, ainda defenderia a seleção por mais quatro partidas, não sendo mais convocado desde então.